# Cathédrale San Fernando de San Antonio
La cathédrale San Fernando (en anglais : Cathedral of San Fernando), ou officiellement cathédrale Notre-Dame-de-Candelaria-et-Guadalupe (Cathedral of Our Lady of Candelaria and Guadalupe), est une cathédrale de l'Église catholique romaine située dans le centre de San Antonio, dans l'État américain du Texas. Elle est l'église principale de l'archidiocèse de San Antonio et le siège de son archevêque.
Elle est nommée d'après saint Ferdinand de Castille (en espagnol : Fernando III de Castilla), mais sa dédicace est à Notre-Dame de Candelaria et Notre-Dame de Guadalupe.
La cathédrale est inscrite sur le Registre national des lieux historiques car c'est l'une des plus anciennes cathédrales des États-Unis.